# Лень, Иван Анатольевич
Иван Анатольевич Лень (укр. Іван Анатолійович Лень; род. 25 июля 1982, Бережаны, Тернопольская область) — украинский футболист, защитник.

## Биография
Начал профессиональную карьеру в клубе «Сокол» (Бережаны), команда выступала в любительском чемпионате. Позже перешёл в «Раву» из города Рава-Русская Львовской области. В январе 2006 года перешёл в киевскую «Оболонь», в команде дебютировал 3 апреля 2006 года в матче первой лиги против харьковского «Гелиоса» (1:0). В сезоне 2009/10 сыграл 13 матчей за «Оболонь» в высшей лиге.

## Достижения
- Серебряный призёр Первой лиги Украины: 2008/09
- Бронзовый призёр Первой лиги Украины (3): 2005/06, 2006/07, 2007/08
- Победитель Второй лиги Украины: 2004/05
- Бронзовый призёр Второй лиги Украины (2): 2003/04, 2005/06